# Vanderbilt Egyetem
A Vanderbilt Egyetem egy állami fenntartású amerikai kutatóegyetem és oktatási intézmény Nashville-ben, Tennessee államban. Holland Nimmons McTyeire alapította 1873-ban és 1 000 000 dolláros kezdeti támogatást adott, hogy az egyetem az amerikai polgárháború idején történt sérülések gyógyítását segíthesse. A délkeleti konferencia alapító tagja és az egyetlen magántulajdonú tagja 1966 óta.

## Tagság
Az egyetem az alábbi szervezeteknek a tagja:
- Kutatókönyvtárak Szövetsége
- Southeastern Conference
- Orbital Reef University Advisory Council
- IIIF Consortium
- ORCID
- Association of American Universities
- Amerikai Oktatási Tanács
- Nemzeti Bölcsészettudományi Szövetség
- Higher Education Leadership Initiative for Open Scholarship
- Információhálózati Koalíció
- Kutatókönyvtárak Központja
- Scholarly Publishing and Academic Resources Coalition
- Coalition of Urban and Metropolitan Universities
- Council on Governmental Relations

## Leányszervezetek
Az egyetem alá az alábbi szervezetek tartoznak:
- Peabody Főiskola
- Center for Medicine, Health and Society, Vanderbilt University
- Robert Penn Warren Bölcsészettudományi Központ
- Vanderbilt University School of Medicine
- Blair Zeneiskola
- Vanderbilt Egyetem Jogi Iskola
- Jean and Alexander Heard Libraries
- Vanderbilt Egyetem Ápolási Iskola
- Vanderbilt Egyetem Mérnöki Iskola
- Vanderbilt Egyetem Hittudományi Iskola
- Vanderbilt Egyetem Művészettudományi Főiskola
- Vanderbilt University Graduate School
- Institute for Space and Defense Electronics

## Ingatlanok és szervezetek
Az egyetem alá az alábbi ingatlanoknak és szervezeteknek a tulajdonosa:
- Hawkins Field
- Memorial Gymnasium
- Mayborn Building
- Confederate Memorial Hall, Vanderbilt University